# Estación de Desamparados
Die Estación de Desamparados ist ein historischer Bahnhof in Lima (Peru). Er befindet sich in unmittelbarer Nähe zum Palacio de Gobierno del Perú (Regierungspalast) im Centro Histórico (Historisches Stadtzentrum) von Lima.

## Geschichte und Architektur

Erstes Empfangsgebäude

Der Bahnhof erhielt seine Bezeichnung nach der des ehemaligen Jesuitenkonvent Nuestra Señora de los Desamparados. Er liegt an der Bahnstrecke nach La Oroya, die hier 1871 in Betrieb ging. Nach einer späteren Betreibergesellschaft ist die Strecke auch bekannt als Ferrocarril Central Andino (Peruanische Zentralbahn). 
Das erste Empfangsgebäude imitierte in der Architektur seiner Fassade den Dogenpalast in Venedig. Dieses erste Empfangsgebäude brannte Anfang des 20. Jahrhunderts ab. Das heutige Empfangsgebäude entstand anschließend, ist dreistöckig und war die erste öffentliche Arbeit des peruanischen Architekten Rafael Marquina im Stil der Beaux-Arts-Architektur. Er verwendete bei diesem Bau bereits moderne Materialien und Techniken, wie Stahlbeton und Streckmetall. Die Hauptfassade ist symmetrisch und besteht aus fünf vertikalen Körpern geteilt durch vier Pilaster von klassischem Design. Eine Besonderheit ist die Glasmalerei der innenliegenden Lichtkuppeln im Jugendstil.
Heute wird der Bahnhof hauptsächlich als Ausstellungshalle genutzt und seit 2003, zwischen April und November zweimal monatlich, wenn die alte Strecke von einem Touristenzug befahren wird, als Haltestelle für Fotoaufnahmen. Im Bahnhof „Desamparados“ befindet sich ein Museum, das ethnische Ausstellungen zeigt, sowie die Casa de la Literatura Peruana.